# Le Dehus
Der Dolmen Le Dehus auf der Kanalinsel Guernsey ist ein V-förmiges megalithisches Passage Tomb mit Seitenkammern. Es liegt in Meernähe, im Kirchspiel Vale, auf der Halbinsel Le Clos du Valle, nördlich des kleinen Bordeaux Harbour, im Nordosten der Insel, an der Dehus Lane (Straße).

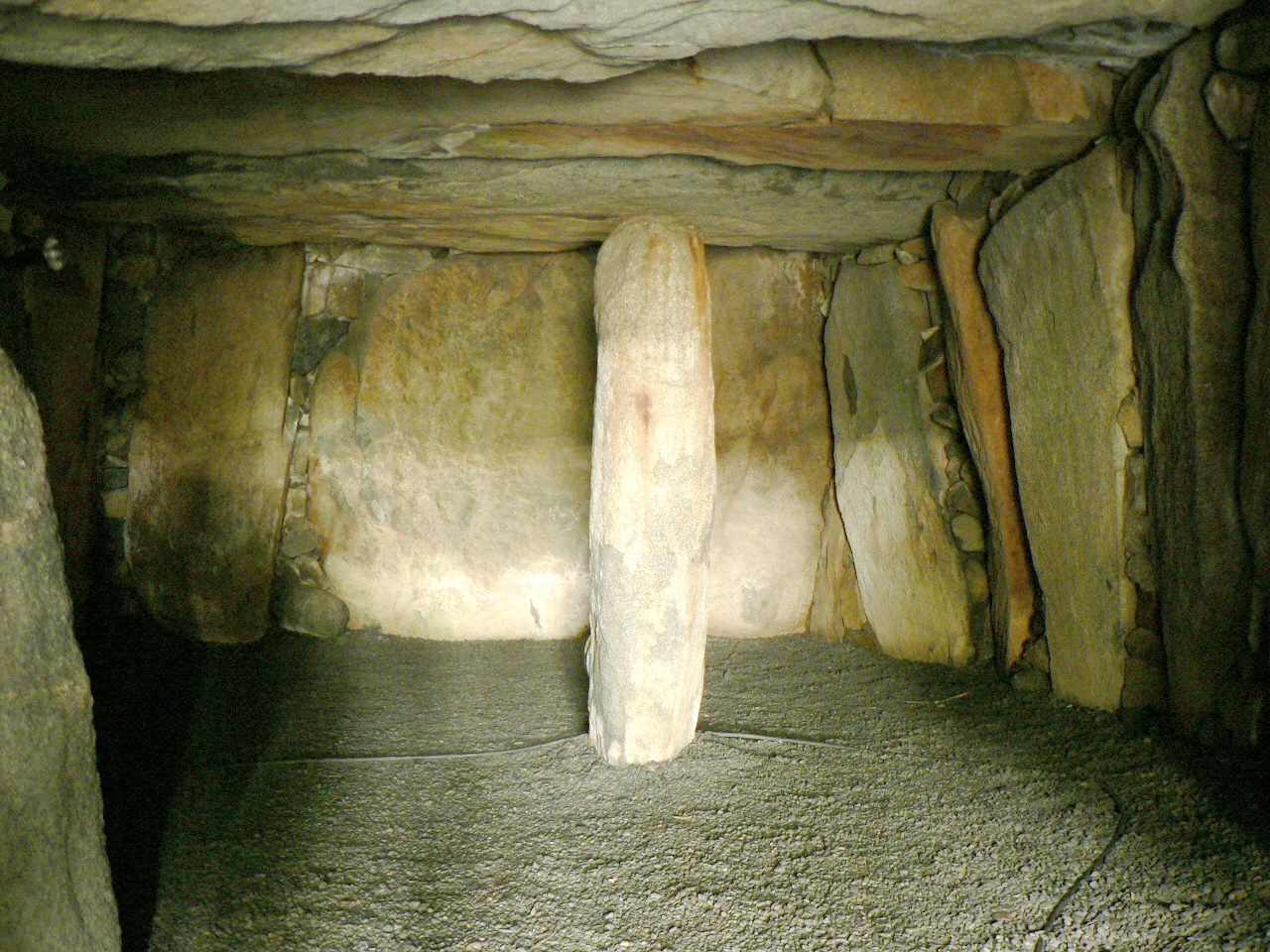
Der Dehus Dolmen innen

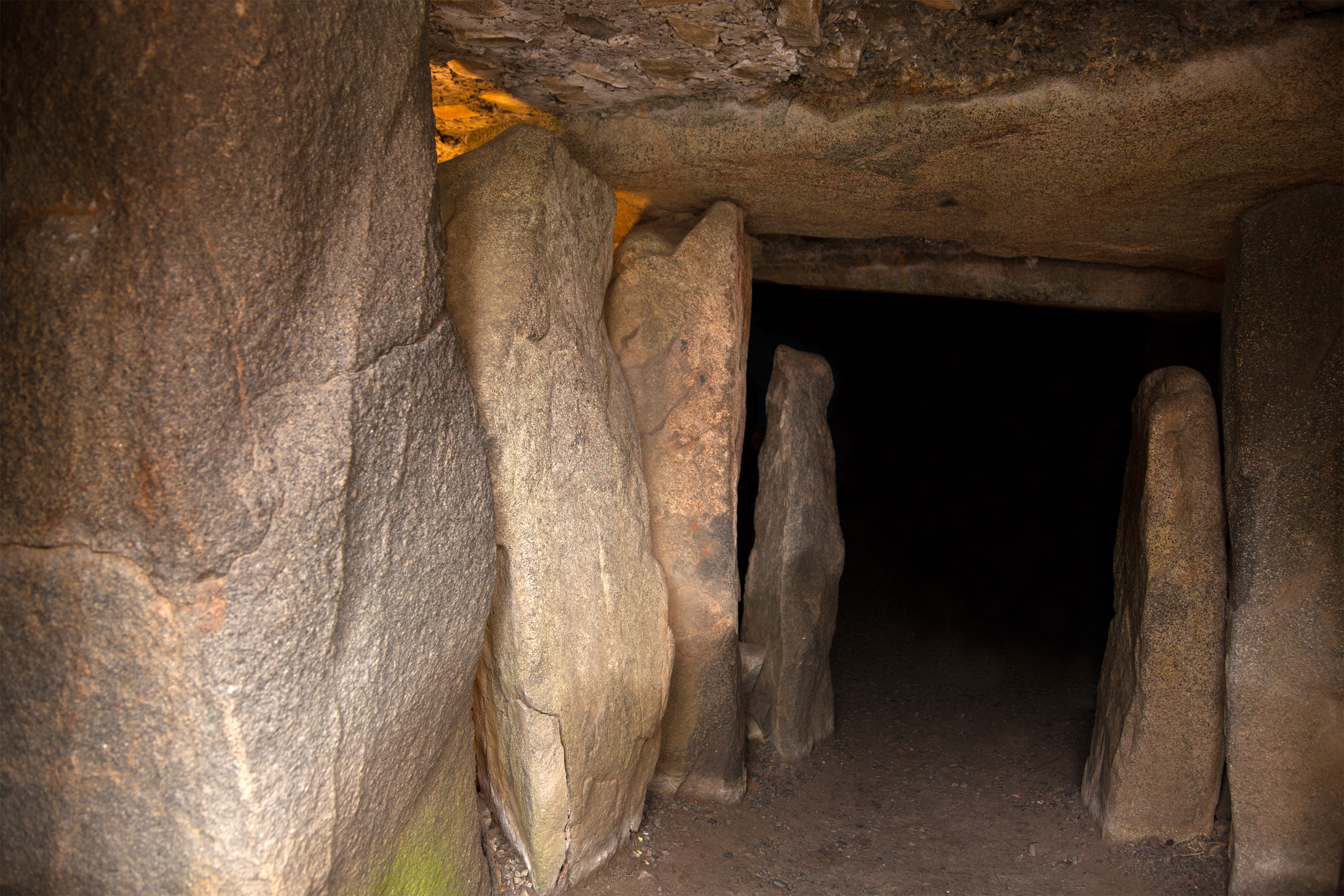
Innen

## Forschungsgeschichte
Der Name stammt wahrscheinlich vom altnordischen Dys (bzw. Dysse), was Dolmen bedeutet. Das Denkmal wurde bereits 1753 als „l’Autel de Dehus“ schriftlich erwähnt. Im Jahre 1775 wurde es von John de Havilland gekauft, um es vor weiterer Zerstörung zu schützen. Joshua Gosselin of Guernsey (1739–1813) erwähnte es 1813 in seiner Beschreibung der vier „Druiden Tempel“ auf der Insel und nannte es „La Pierre du Dehus“. Er zeichnete zwei Ansichten der Anlage und ein Diagramm der Decksteine. Die 30 Tragsteine von Kammer und Gang und der Steinpfeiler zur Unterstützung der Decke ragten damals nur ungefähr 75 cm aus dem Boden und Gosselin nahm an, dass dies die volle Höhe der Kammern darstelle. Le Dehus wurde zwischen 1837 und 1847 von der Familie, vor allem von F. C. Lukis ausgegraben, der leider nur wenig veröffentlichte. 1893, 1915 und 1928 erfolgten weitere Grabungen oder Untersuchungen. Das heutige Aussehen geht auf die Rekonstruktion von Vera Christina Chute Collum  (1883–1957) im Jahre 1932 zurück.

## Der Hügel

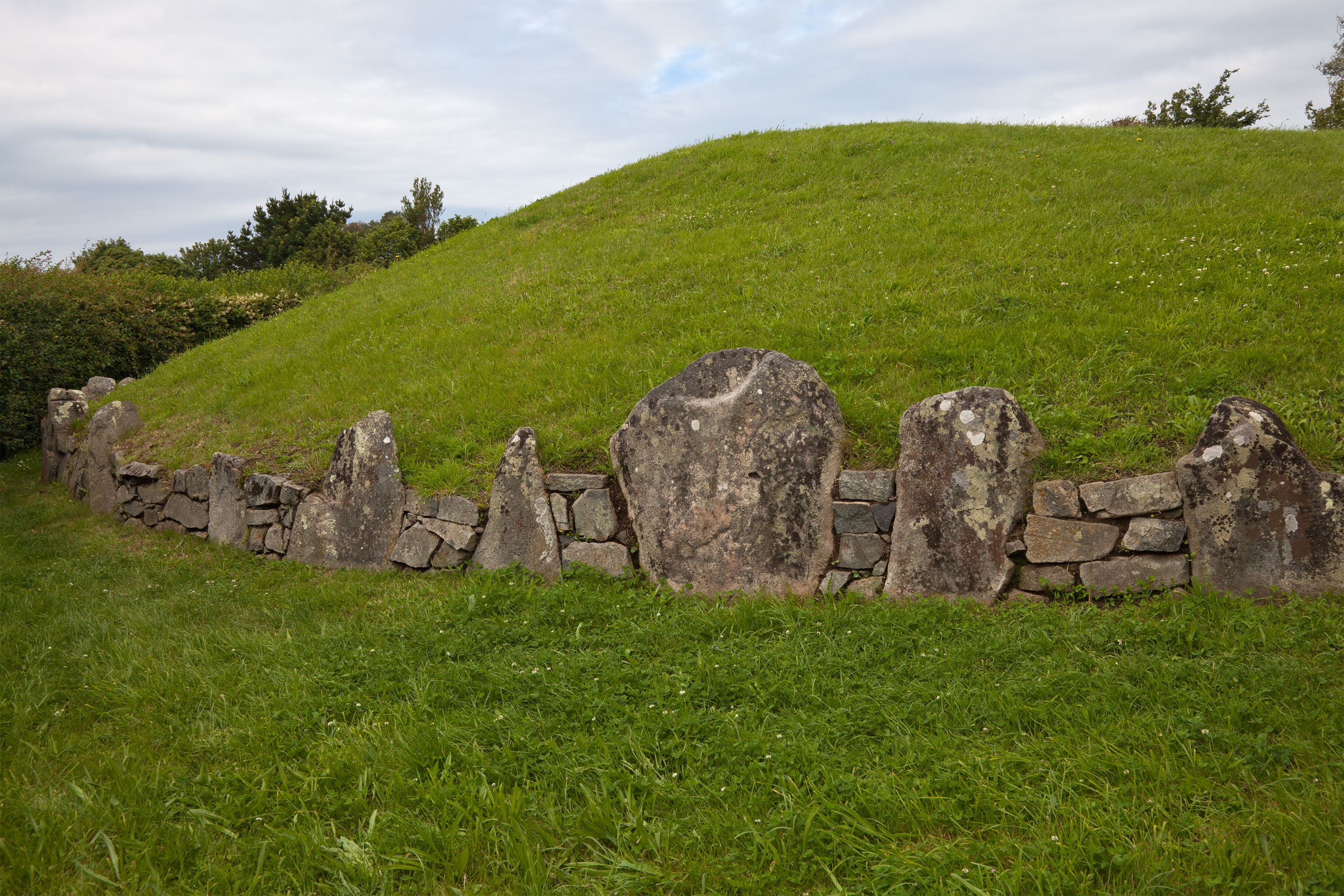
Hügel

Der an der Eintrittsseite leicht eingezogene Rundhügel hat etwa 20 m Durchmesser. Dies scheint dem Originalzustand zu entsprechen, da Lukis den Randsteinkreis als nahezu vollständig beschrieb. Gemäß seinen Aufzeichnungen wurden im Inneren in großen Mengen Schalen von Napfschnecken gefunden, was zu Spekulationen darüber führte, ob das gesamte Denkmal in einem Küchenabfallhaufen errichtet worden war.

## Der Dolmen
Der Grundriss von Le Dehus ist in verschiedenen Versionen überliefert, die in Form und Anzahl der Seitenkammern nicht übereinstimmen. Einigkeit besteht nur über die Hauptkammer. Die Anzahl von fünf zugänglichen Seitenkammern (A + B auf der Nord- und C, D, E auf der Südseite), die es heute gibt, wird durch die lediglich vier (ohne E) von Lukis bestimmten in Zweifel gezogen. Der fünfte Raum kann das Resultat einer fehlerhaften Rekonstruktion sein.

## Der Gang
Le Dehus ist ein relativ kurzes Ganggrab. Der Zugang liegt im Nordosten, zur Küste hin. Der Gang ist drei Meter lang und einen Meter breit und hat einen Trilith als Eingang. Lukis fand am Übergang zur Hauptkammer ein Steinpaar, das den Durchgang zur Kammer beidseitig einengte bzw. markierte. Diese Steine, die nicht hoch genug waren, um die Unterseite der Decksteine zu erreichen, wurden zwischenzeitlich entfernt. Der Gang wird durch vier Decksteine bedeckt. Die inneren drei wurden in situ gefunden. Der Eingangssturz war versetzt und wurde von G. E. Lee im Jahre 1898 wieder aufgelegt.

## Die Hauptkammer

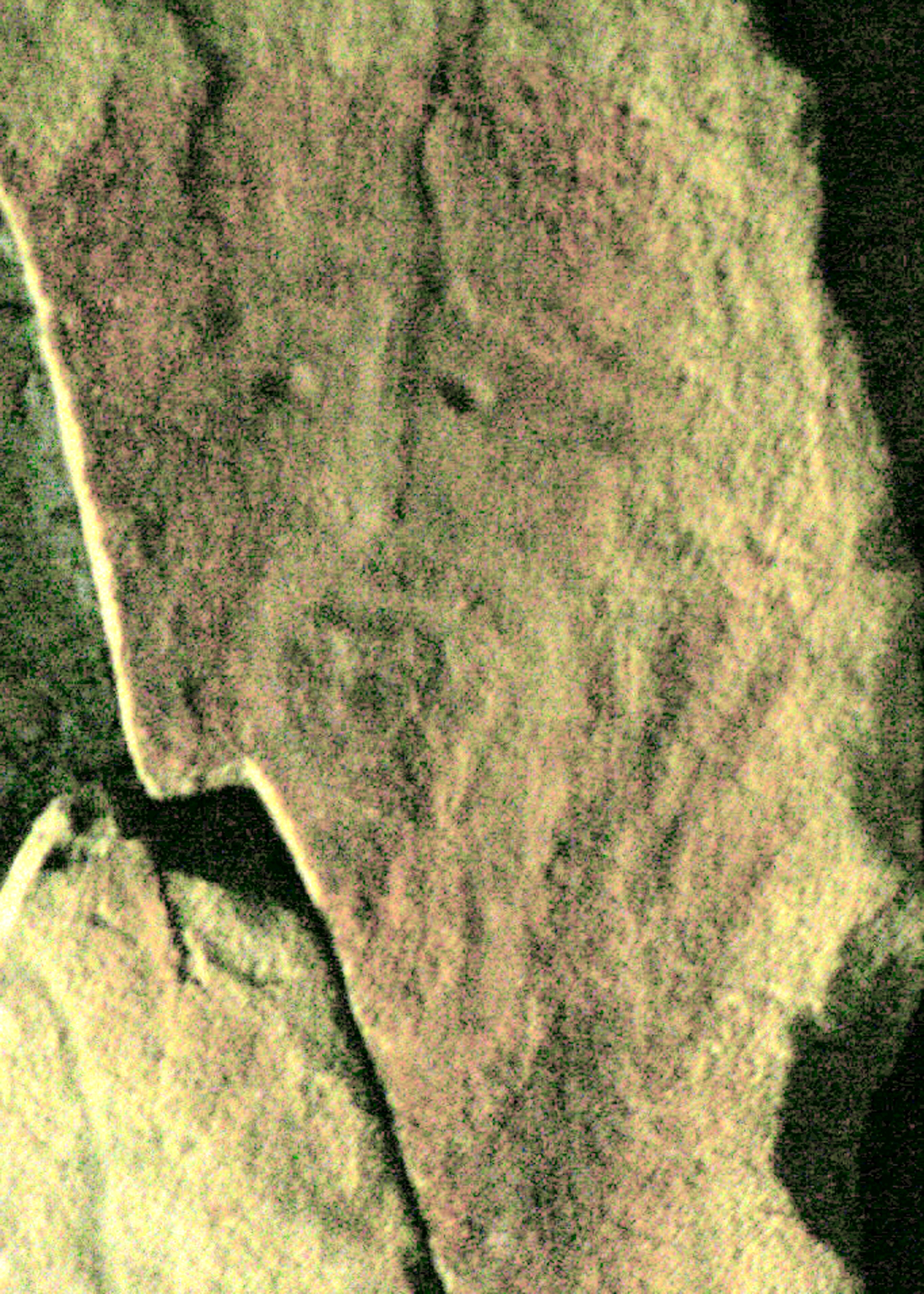
Das Gesicht auf dem Menhir

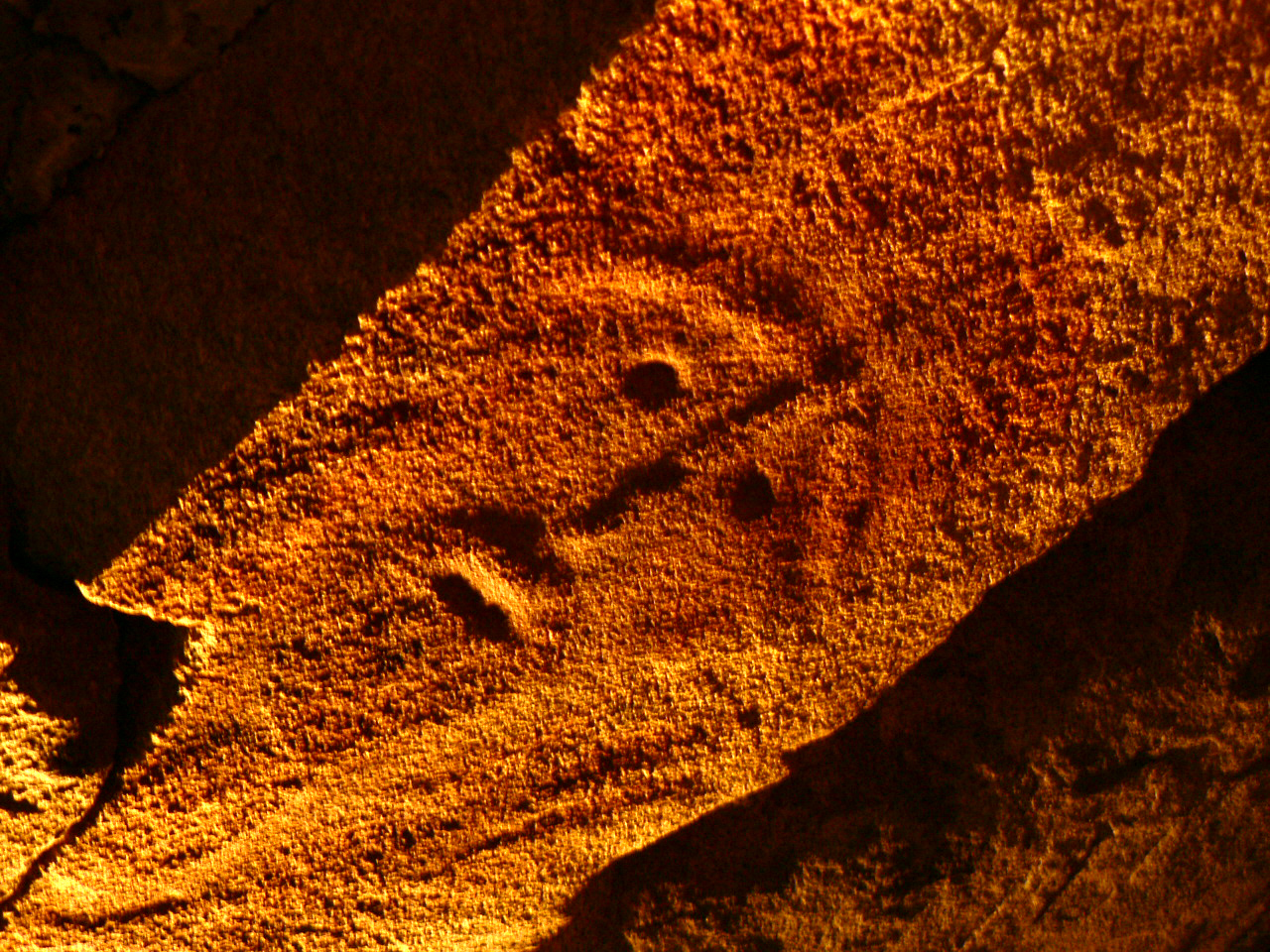
Das Gesicht auf dem Menhir

Gang und Hauptkammer bilden einen „flaschenförmigen“ Grundriss. Diese Form ist für einige Denkmäler Nordfrankreichs und der Kanalinseln (La Varde, Le Creux ès Faïes) typisch. Die Kammer ist vergleichsweise geräumig, etwa sechs Meter lang und an ihrem breiten Ende 3,5 m breit. Sie war vermutlich von vier Decksteinen bedeckt, von denen die drei westlichen original sind. Die Wände bestehen aus Orthostaten, die zusammen mit einem innerhalb der Kammer frei stehenden Pfeiler die Decksteine stützen. Die Unterstützung des zweiten Decksteins, der an seinem nördlichen Ende beträchtlich schmaler wird, war notwendig, weil er zu kurz war, um die nördliche Tragsteinwand zu erreichen. Tragende Pfeiler innerhalb von Megalithanlagen sind europaweit äußerst selten. Diesen zweiten Deckstein schmückt auf seiner Unterseite eine anthropomorphe Ritzung. Es scheint, dass er (wie der von Catel) einst ein freistehender Statuenmenhir war, der beim Bau von Le Dehus wieder verwendet wurde. Solche Vorgehensweisen sind aus dem Département Morbihan (Frankreich) belegt. Die Innenhöhe reicht nicht, um die Unterseite des Decksteins genau zu betrachten. Man muss sich auf den Rücken legen, um das menschliche Gesicht und die Hände zu sehen, die die schmale Seite des Steins zieren. Von einer Hand schauen nur die Finger unter der Stütze hervor, die den Deckstein trägt. Es gibt heute einen weiteren kurzen Menhir am Eingang zur Seitenkammer C (der auf dem Plan von Lukis nicht erscheint). Lukis grub ab 1837 den Gang und den größten Teil der Hauptkammer aus. Zwischen Schichten von Napfschneckenschalen, Erde und Asche entdeckte er Leichenbrand und Knochen. In der untersten Schicht aus gelblichem Ton wurden auf alluvialem Boden menschliche Skelette, Knochen, Stein- und Knochenwerkzeuge und Bruchstücke von Keramik gefunden.
Unter dem irgendwann herabgefallenen zweiten Deckstein der Kammer stieß er auf eine Lage von Tonbehältern und menschlichen Knochen. Insgesamt waren es sieben oder acht Behälter, zumeist Becher. Darunter war der Teil eines Trinkbechers, dessen übrige Teile in der Seitenkammer A gefunden wurden. Es scheint, dass viele Trinkbecher von Le Dehus in der Nähe der Basis der Säule der Kammer deponiert wurden.

## Die Seitenkammern

### Seitenkammer A
Seitenkammer A misst 1,6 × 1,65 m und ist unter dem intakten originalen ungefähr 40 cm dicken Deckstein 1,45 m hoch. Lukis fand menschliche Knochen zusammen mit Töpferware. Ein Stück der Tonware war die Basis eines verzierten Trinkbechers, dessen Reste in der Hauptkammer, in der Nähe der Säule, entdeckt wurden. Es gab rechts vom Zugang einen kleinen Sims. Dort wurde eine geschliffene Axt aus Serpentin mit Verzierungen entdeckt.

### Seitenkammer B
Seitenkammer B ist klein, mit 1,07 m an der breitesten Stelle. Lukis entdeckte die Seitenkammer erst 1844. Der Zugang ist so schmal, dass niemand sich hindurchquetschen kann. Die ursprüngliche Höhe unter dem Deckstein betrug 1,27 m. Obwohl der lediglich 15 cm dicke Deckstein auf modernen Plänen als „vorhanden“ vermerkt wird, ist die Seitenkammer heute mit Beton abgedeckt. Der größte Teil der nördlichen Wand wurde mit Trockenmauerwerk ergänzt. Unter der Erd- und Napfschneckenschalenschicht von 15 cm wurden zwei Schädel gefunden. Sie gehörten zu zwei ansonsten vollständigen Skeletten, die nebeneinander im Osten und Westen kniend in verschiedene Richtungen wiesen. In der Seitenkammer wurde keine Töpferware gefunden.

### Seitenkammer C
Seitenkammer C ist die größte. Sie ist oval mit einem Durchmesser zwischen 1,47 m und 1,68 m. Die Orthostaten stehen 1,42 m hoch. Kein Deckstein war bei der Entdeckung in situ, aber große in der Kammer gefundene Steinfragmente könnten Teile eines Decksteins sein. Der Lukis-Plan zeigt zwei Bruchstücke. Eine große Platte, die im Betondach als Ergänzung eingebaut ist, könnte eines dieser Fragmente sein. Lukis entdeckte die Seitenkammer erst 1847. Beim Graben durch die übliche Mischung aus Erde und Napfschneckenschalen fand Lukis zuerst eine Schicht von Kieselsteinen, unter der mehr Napfschnecken und drei Gruppen von menschlichen Knochen lagen. Die Knochen ruhten auf flachen Platten und zu jeder Gruppe gehörte ein rundbodiges Gefäß. Die südliche Knochenlage schien diejenige eines Kindes zu sein.

### Seitenkammer D
Seitenkammer D kann vom Gang oder über eine Lücke zwischen den Orthostaten im „neuen Raum E“ betreten werden. Nach Lukis, hatte dieser Raum keinen Zugang, weder vom Gang noch von Seitenkammer C. Seitenkammer D ist in der Form unregelmäßig und ungefähr 1,47 m lang. Bei der Ausgrabung wurde ein großer flacher Stein im Osten der Seitenkammer gefunden, der ein Bruchstück von einem Deckstein sein könnte. Die Seitenkammer scheint während der verschiedenen Ausgrabungen und Wiederherstellungen Veränderungen durchgemacht zu haben.
F. C. Lukis untersuchte die Seitenkammer D im Jahre 1847. Er deutet mehrere Perioden des Gebrauchs an. Unter der allgegenwärtigen Schicht aus Erde und Napfschneckenschalen fand er kleine Granitplatten, auf denen Stapel menschlicher Knochen lagen. Etwa 30 cm darunter lag eine zweite Plattenschicht, die ebenfalls Knochenhaufen trug. 60 cm unter dieser Plattenlage befand sich der gewachsene Boden mit weiteren Funden. In der Südostecke und im Westen fand Lukis gehockente Skelette auf dem Bodenniveau. An der Nordseite wurde eine umgekehrte Schüssel gefunden. Sie ruhte auf drei zum Dreieck geordneten Steinen. Unter der Schüssel wurden menschliche Rippenknochen gefunden. Die Schüssel war das einzige Stück Töpferware, das in Seitenkammer D gefunden wurde. Das Gebiet zwischen den Seitenkammern C und D wurde 1915 während der Ausgrabung von T. W. M. De Guerin untersucht. Eine „Trümmermauer“, die T. D. Kendrick (1895–1979) 1928 erwähnt, wurde offenbar während der Ausgrabung von 1932 entfernt.
Die Lage der Funde in verschiedenen Schichten deutet auf mehrfachen Gebrauch dieser Seitenkammer hin. Dies ist schwer in Einklang zu bringen mit Lukis’ Befund, dass es keinen Zugang von den anderen Kammern aus gäbe. In Anbetracht des Deckstein- und Erdhügelaufbaus fällt es schwer zu erkennen, wie ein Zugang von oben möglich gewesen sein soll.